# El Rosario y El Quemado
El Rosario y El Quemado es una localidad del municipio de Centro ubicado en la subregión centro del estado mexicano de Tabasco. La localidad fue creada el 15 de junio de 2009.

## Geografía
La localidad de El Rosario y El Quemado se sitúa en las coordenadas geográficas 17°53′14″N 92°55′20″O / 17.88722, -92.92222, a una elevación de 8 metros sobre el nivel del mar.

## Demografía
Según el Conteo de Población y Vivienda 2020, efectuado por el Instituto Nacional de Estadística y Geografía, la localidad de El Rosario y El Quemado tiene 1,548 habitantes, de los cuales 760 son del sexo masculino y 788 del sexo femenino. Su tasa de fecundidad es de 1.46 hijos por mujer y tiene 476 viviendas particulares habitadas.
| Gráfica de evolución demográfica de El Rosario y El Quemado entre 2010 y 2020 |
|                                                                               |
| INEGI.                                                                        |